# Flora (mitologia)
Flora – rzymska bogini kwiatów i wiosny, uosobienie siły życiodajnej, dzięki której przyroda rozkwita.
Pierwotnie czczona przez Sabinów, którzy poświęcili jej miesiąc odpowiadający w kalendarzu rzymskim kwietniowi. Według mitu została wprowadzona do Rzymu przez Tytusa Tacjusza. Posiadała w mieście swojego kapłana, jednego z dwunastu mniejszych flaminów. Na jej cześć obchodzono Floralia, przypadające na okres od 28 kwietnia do 3 maja, w trakcie których ludzie przystrajali się kwiatami, a w cyrku odbywały się igrzyska. W święcie tym brały udział kurtyzany.
W okresie hellenistycznym często wiązana z grecką Afrodytą. Owidiusz utożsamił ją z nimfą Chloris, której zakochany w niej Zefir oddał władzę nad kwiatami. Powiązał ją także z mitem o narodzeniu Marsa. Junona, oburzona cudownymi narodzinami Minerwy, która wyskoczyła z głowy Jowisza, otrzymała w podarunku od Flory cudowny kwiat, dzięki któremu stała się brzemienna bez udziału męża. Wydała wówczas na świat boga, którego imieniem nazwano pierwszy miesiąc wiosny (Martius).
W Rzymie Flora posiadała dwie świątynie: starszą na Kwirynale i młodszą w pobliżu Circus Maximus, wzniesioną w 238 roku p.n.e. Zachowały się liczne wizerunki bogini z okresu starożytnego, w tym m.in. rzeźba znana jako Flora Farnese, będąca przypuszczalnie rzymskim naśladownictwem greckiego oryginału z IV wieku p.n.e., fresk ze Stabii z około 60 n.e. i mozaika Flora z Baccana z ok. 300 n.e.